# Ел Саусехо
Ел Саусехо (на испански: El Saucejo) е населено място и община в Испания. Намира се в провинция Севиля, в състава на автономната област Андалусия. Общината влиза в състава на района (комарка) Сиера Сур де Севиля. Заема площ от 92 km². Населението му е 4459 души (по преброяване от 2010 г.). Разстоянието до административния център на провинцията е 114 km.

## Демография
| 1996 | 1998 | 1999 | 2000 | 2001 | 2002 | 2003 | 2004 | 2005 | 2006 | 2007 |
| ---- | ---- | ---- | ---- | ---- | ---- | ---- | ---- | ---- | ---- | ---- |
| 4163 | 4170 | 4221 | 4266 | 4259 | 4245 | 4268 | 4298 | 4334 | 4379 | 4428 |